# Menemerus
Menemerus is een geslacht van spinnen uit de familie springspinnen (Salticidae).

## Soorten
De volgende soorten zijn bij het geslacht ingedeeld:
- Menemerus acuminatus Rainbow, 1912
- Menemerus affinis Wesolowska & van Harten, 2010
- Menemerus albocinctus Keyserling, 1890
- Menemerus animatus O. P.-Cambridge, 1876
- Menemerus arabicus Prószyński, 1993
- Menemerus bicolor Peckham & Peckham, 1896
- Menemerus bifurcus Wesolowska, 1999
- Menemerus bivittatus (Dufour, 1831)
- Menemerus brachygnathus (Thorell, 1887)
- Menemerus bracteatus (L. Koch, 1879)
- Menemerus brevibulbis (Thorell, 1887)
- Menemerus carlini (Peckham & Peckham, 1903)
- Menemerus congoensis Lessert, 1927
- Menemerus cummingorum Wesolowska, 2007
- Menemerus davidi Prószyński & Wesolowska, 1999
- Menemerus depressus Franganillo, 1930
- Menemerus desertus Wesolowska, 1999
- Menemerus dimidius (Schmidt, 1976)
- Menemerus eburnensis Berland & Millot, 1941
- Menemerus errabundus Logunov, 2010
- Menemerus fagei Berland & Millot, 1941
- Menemerus falsificus Simon, 1868
- Menemerus fasciculatus Franganillo, 1930
- Menemerus felix Hogg, 1922
- Menemerus formosus Wesolowska, 1999
- Menemerus fulvus (L. Koch, 1878)
- Menemerus guttatus Wesolowska, 1999
- Menemerus illigeri (Audouin, 1826)
- Menemerus kochi Bryant, 1942
- Menemerus legalli Berland & Millot, 1941
- Menemerus legendrei Schenkel, 1963
- Menemerus lesnei Lessert, 1936
- Menemerus lesserti Lawrence, 1927
- Menemerus magnificus Wesolowska, 1999
- Menemerus marginalis (Banks, 1909)
- Menemerus marginatus (Kroneberg, 1875)
- Menemerus meridionalis Wesolowska, 1999
- Menemerus minshullae Wesolowska, 1999
- Menemerus mirabilis Wesolowska, 1999
- Menemerus modestus Wesolowska, 1999
- Menemerus namibicus Wesolowska, 1999
- Menemerus natalis Wesolowska, 1999
- Menemerus nigeriensis Wesolowska & A. Russell-Smith, 2011
- Menemerus ochraceus Franganillo, 1930
- Menemerus pallescens Wesolowska & van Harten, 2007
- Menemerus paradoxus Wesolowska & van Harten, 1994
- Menemerus patellaris Wesolowska & van Harten, 2007
- Menemerus pentamaculatus Hu, 2001
- Menemerus pilosus Wesolowska, 1999
- Menemerus placidus Wesolowska, 1999
- Menemerus plenus Wesolowska & van Harten, 1994
- Menemerus proximus Franganillo, 1935
- Menemerus pulcher Wesolowska, 1999
- Menemerus rabaudi Berland & Millot, 1941
- Menemerus raji Dyal, 1935
- Menemerus regius Wesolowska, 1999
- Menemerus ridens (Hogg, 1914)
- Menemerus rubicundus Lawrence, 1928
- Menemerus sabulosus Wesolowska, 1999
- Menemerus schutzae Denis, 1961
- Menemerus semilimbatus (Hahn, 1829)
- Menemerus silver Wesolowska, 1999
- Menemerus soldani (Audouin, 1826)
- Menemerus taeniatus (L. Koch, 1867)
- Menemerus transvaalicus Wesolowska, 1999
- Menemerus tropicus Wesolowska, 2007
- Menemerus utilis Wesolowska, 1999
- Menemerus vernei Berland & Millot, 1941
- Menemerus wuchangensis Schenkel, 1963
- Menemerus zimbabwensis Wesolowska, 1999